# Jeffrey Thue
Jeffrey James Milton Thue (Regina, 25 de enero de 1969) es un deportista canadiense que compitió en lucha libre.
Participó en los Juegos Olímpicos de Barcelona 1992, obteniendo una medalla de plata en la categoría de 130 kg. Ganó una medalla de bronce en el Campeonato Mundial de Lucha de 1991.

## Palmarés internacional
| Juegos Olímpicos   | Juegos Olímpicos   | Juegos Olímpicos  | Juegos Olímpicos |
| Año                | Lugar              | Medalla           | Categoría        |
| ------------------ | ------------------ | ----------------- | ---------------- |
| 1992               | Barcelona (España) | Medalla de plata  | 130 kg           |
| Campeonato Mundial |                    |                   |                  |
| Año                | Lugar              | Medalla           | Categoría        |
| 1991               | Varna (Bulgaria)   | Medalla de bronce | 130 kg           |